# لیودمیلا دانیلیان
لیودمیلا تادئوسی دانیلیان (ارمنی: Լյուդմիլա Թադևոսի Դանիելյան؛ انگلیسی: Lyudmila Danielyan؛ زادهٔ ۲۷ اوت ۱۹۱۳ - درگذشته ۲۰۰۷) دامپزشک، میکروبیولوژیست، و آموزگار اهل ارمنستان است.

## زندگی‌نامه
وی در ۲۷ اوت ۱۹۱۳ در خنوشیناک به دنیا آمد و از انستیتو دام‌پروری و دام‌پزشکی ایروان (۱۹۳۸) فارغ‌التحصیل گشت. وی همسر گئورگ شاکاریان بود. وی در انستیتو دام‌پروری و دام‌پزشکی ایروان فعالیت می‌کرد. وی در ۲۰۰۷ در سن ۹۴ سالگی درگذشت.

## یادداشت
1. ↑  անասնաբուժական գիտությունների դոկտոր